# Edward S. Hamlin
Edward Stowe Hamlin (* 6. Juli 1808 in Hillsdale, Columbia County, New York; † 23. November 1894 in Washington, D.C.) war ein US-amerikanischer Politiker der United States Whig Party. Von 1844 bis 1845 war er Mitglied des Repräsentantenhauses der Vereinigten Staaten für den 21. Kongressdistrikt des Bundesstaates Ohio.

## Biografie
Edward S. Hamlin wurde in Hillsdale geboren. Dort besuchte er auch die Schule. Ebenso besuchte er eine Privatschule in Stockbridge im US-Bundesstaat Massachusetts. Er studierte Jura und wurde 1831 als Rechtsanwalt zugelassen. In Elyria ließ er sich als praktizierender Rechtsanwalt nieder. Von 1833 bis 1836 war er als Staatsanwalt im Lorain County tätig.
Als Vertreter der Whig Party wurde Hamlin in einer Special-Election als Nachfolger von Henry R. Brinkerhoff ins US-Repräsentantenhaus gewählt. Er vertrat den 21. Distrikt von 1844 bis 1845, zur Wiederwahl ließ er sich nicht aufstellen. Nach seinem Ausscheiden aus dem Kongress zog es ihn zurück nach Ohio. In Cleveland ließ er sich nieder. Dort gründete er 1846 den Plain Dealer, eine noch heute erscheinende Zeitung. 1856 zog er nach Cincinnati, wo er wieder als Anwalt tätig war. Er ließ sich ebenso in Williamsburg im US-Bundesstaat Virginia nieder, um dort zu praktizieren.
1894 starb Hamlin in Washington D.C. Er wurde auf dem Cedar Grove Cemetery in Williamsburg beigesetzt.